# 维特鲁威

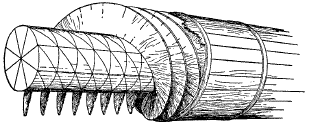
维特鲁威设计的涡轮水车

马尔库斯·维特鲁威·波利奥（拉丁語：Marcus Vitruvius Pollio，前80年至前70年—约前15年）是古罗马的作家、建筑师和工程师，他的创作时期在公元前1世纪，他的生平不詳，连他的名字马尔库斯和姓波利奥也只是由伐温提努斯（Cetius Faventinus）提到过，他的生平年代主要是根据他的作品确定的。
他出生时是罗马的自由民，可能是出生于坎帕尼亚，他曾经在凯撒的军队中服过役，在西班牙和高卢驻军，他可能是军中的工程师，制作攻城的机械。他后期由罗马帝国皇帝奥古斯都直接授予养老金，他生前可能并不太出名。
他写了一部《建筑十书》，并献给奥古斯都，这是一部用拉丁文写的关于建筑的论著，是目前西方古代唯一一部建筑著作，我们只是从他这部著作中才知道他是一位建筑师，当时罗马帝国在不列颠岛的总督曾经提到他为连接管道设计了管径标准。唯一他自己说的由他建造的建筑是法诺镇的会堂，但现在已無丝毫痕迹存留。

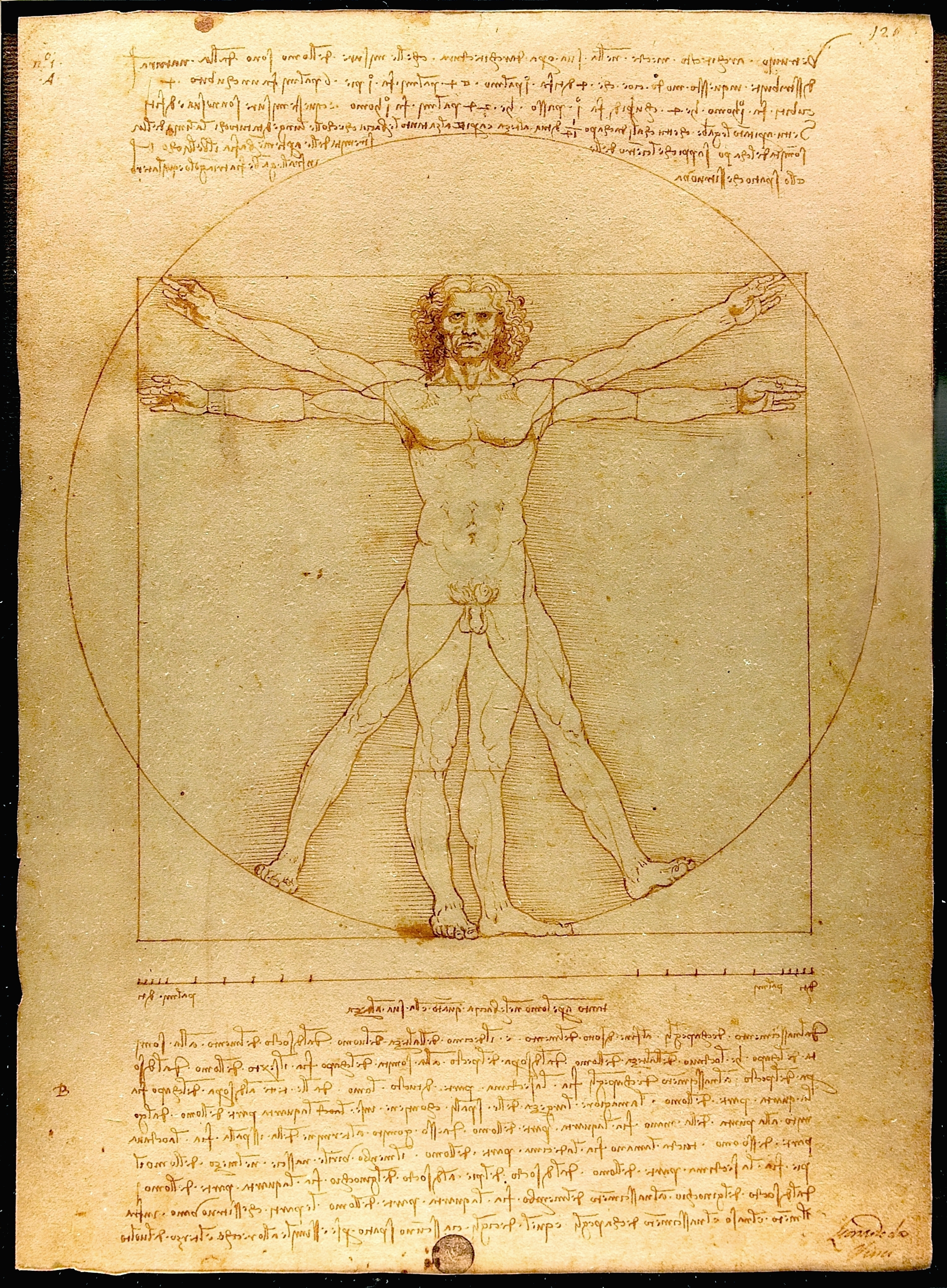
达·芬奇画的《维特鲁威人》

最使维特鲁威出名的还是他的《建筑十书》（De Architectura），他在书中为建筑设计了三个主要标准：坚固、实用、美观（firmitas, utilitas, venustas），维特鲁威认为建筑是对自然的模仿，正如鸟和蜜蜂筑巢， 人类也用自然材料造建筑物保护自己，为了建筑美观，先后发明了多立克柱式、爱奥尼柱式和科林斯柱式，其中的比例要依照最美的比例-人体比例，后来达·芬奇依照他的描述画了《建筑人体比例图》（维特鲁威人），在代表宇宙秩序的方和圆中，放入了一个人体。
维特鲁威可能并不是古代西方第一位建筑师，但是第一位能把建筑原理写下来的人，他列举了一些古代建筑，他并没有进行创造，只是把已经存在的建筑法则进行条理化，但他的描述要包括许多现代建筑门类，包括建筑设计、工程设计、园林规划、艺术加工和工艺制造等，从语源学上讲，拉丁词“建筑”是从希腊语的“领导”和“建设者”派生出来的。维特鲁威的《建筑十书》包括了城市规划、建筑概论、建筑材料、神庙构造、希腊柱式的应用、公共建筑（浴室、剧场）、私家建筑、地坪与饰面、水力学、计时、测量、天文、土木、军事机械等。
《建筑十书》在1414年被文艺复兴时期的人文学家波焦·布拉喬利尼重新发现，1486年在罗马重新出版，1520年被翻译成意大利语、法语（1547年）、英语、德语（1575年）和西班牙语，原有的插图已经佚失，16世纪又根据其中的描述加上木版画插图，这本书很快成为文艺复兴时期、巴洛克时期和新古典主义时期建筑界的经典。